# Hans Egli
Hans Egli war ein Schweizer Sportschütze.

## Karriere
Hans Egli nahm an den Olympischen Spielen 1920 in Antwerpen teil. Mit dem Armeerevolver belegte er in der Mannschaftskonkurrenz über 50 m den neunten Platz. Im Mannschaftswettbewerb über 30 m gewann er gemeinsam mit Gustave Amoudruz, Fritz Zulauf, Domenico Giambonini und Joseph Jehle hinter dem US-amerikanischen und dem schwedischen Team die Bronzemedaille.